# Gerhard Ruiss

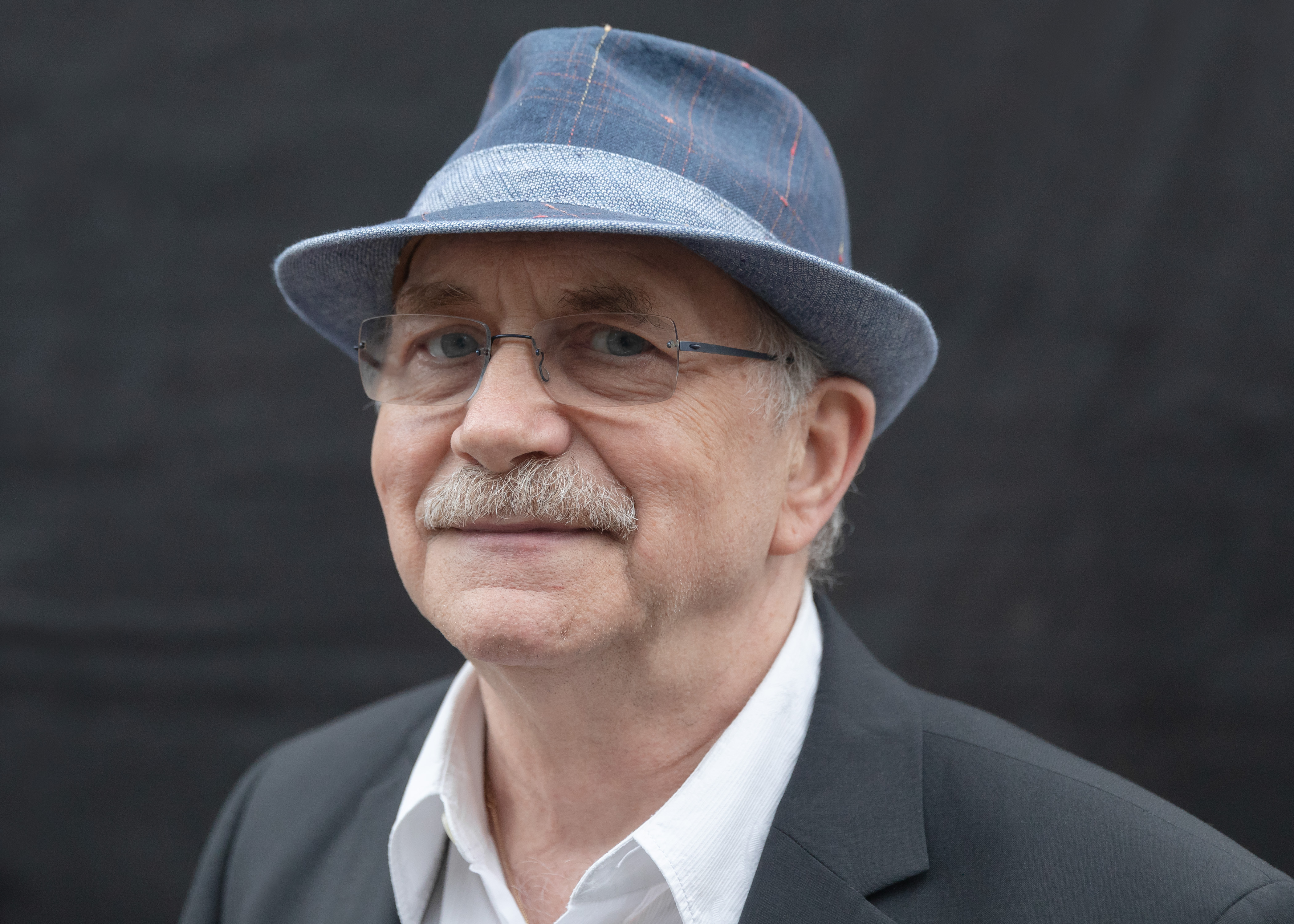
Gerhard Ruiss (2018)

Gerhard Ruiss (* 29. Mai 1951 in Ziersdorf) ist ein österreichischer Autor, Musiker, Kulturinteressensvertreter und -publizist.

## Leben und Werk
Ruiss lebt seit 1958 in Wien. Von 1965 bis 1969 besuchte er dort die Berufsschule für Graphisches Gewerbe. Nach dem Abschluss seiner Lehre als Schriftsetzer an der Österreichischen Staatsdruckerei absolvierte er zwei Semester am Gymnasium für Berufstätige. Anschließend arbeitete er als Schriftsetzer und Reproduktionsfotograf. 1972 erfolgten erste literarische Veröffentlichungen, 1978 erschien sein erstes kulturpublizistisches Werk in Zusammenarbeit mit Hannes Vyoral, Dokumentation zur Situation junger österreichischer Autoren. Eine Bestandsaufnahme der gegenwärtigen österreichischen Literaturszene. Seit 1978 ist Ruiss hauptberuflicher Autor. Daneben tritt er gelegentlich als Intendant seines Senders senderfreies geräuschloses Radio, als Regisseur, (Improvisations-)Schauspieler, Moderator, Entertainer oder Vortragsreisender auf. 2020 erhielt er für sein dichterisches Schaffen den H.C. Artmann-Preis.
Von 1984 bis 1995 unterrichtete er als Lehrbeauftragter an verschiedenen Instituten der Universitäten Salzburg, Innsbruck und Wien. Nach 2000 war er am Institut für Germanistik in Innsbruck und an der Universität für Musik und darstellende Kunst in Wien in der Kulturmanagement-Ausbildung aktiv. 2012 erhielt er den Professorentitel.
Themenschwerpunkte seiner kulturpublizistischen Arbeiten sind unter anderem Verlagswesen, Buchmarkt, Urheber- und Vertragsrecht, Bildungs- und Medienpolitik, Gegenwartszensur und österreichbezogene Themen. Arbeitsschwerpunkte seines künstlerischen Schaffens sind Gedichte, literarische Kurzformen, dramatische Texte, Realitätsfingierungen, Chansons oder satirische Schlagerbearbeitungen.
Zwischen 2007 und 2010 brachte er etwa drei Bände mit Nachdichtungen von Liedern des spätmittelalterlichen Sängers Oswald von Wolkenstein heraus. Der Einsatz für einen praxisorientierten lebendigen Austausch mit dramatischen Stücken, Inhalten und ihren Verfassern zeigt sich z. B. im Stückebörsekatalog – Österreichische Dramatik der Gegenwart, ein Nachschlagewerk für neu erschienene Stücke und Autoren, das in Zusammenarbeit mit Schreibenden, Theaterverlagen und der IG Autorinnen Autoren entstand (zuletzt 2014 erschienen).

## Medienpolitische Tätigkeiten
Gerhard Ruiss gilt als einer der führenden österreichischen Experten zu Urheberrecht, Verlagswesen und Buchmarkt. Über viele Jahre setzte er sich für verschiedene Anliegen von Autoren und Autorinnen (wie etwa eine Künstlersozialversicherung oder Verbesserungen der Kulturfördergesetze) ein, unter anderem in diversen Funktionen. 1979 wurde er Vorstandsmitglied der IG Autorinnen Autoren, 1982 übernahm er die Funktion des Geschäftsführers. Von 1987 bis zu seinem Austritt 1989 war er Vizepräsident der Grazer Autorenversammlung. 1998 wurde er Mitglied der österreichischen UNESCO-Kommission, der er als Mitglied der ARGE kulturelle Vielfalt angehört. Zudem war er in der Literar-Mechana tätig. Weiters ist er Gründungsmitglied des Unabhängigen Literaturhauses Niederösterreich.
Ruiss ist immer wieder als Sprecher für Kulturangelegenheiten in den Medien präsent. Als Sprecher der österreichischen Initiative „Kunst hat Recht“ setzte er sich etwa für die vergütete Nutzung kreativer Werke auch in digitalen Medien ein. Im Zusammenhang mit diesem berufspolitischen Engagement bekam er von der österreichischen Netz-Community den als Satire verstandenen „Wolfgang Lorenz Gedenkpreis für internetfreie Minuten“ verliehen. Seit langem tritt er gemeinsam mit anderen Künstlern und Vertretern der schöpferischen Berufe vehement für die Vergütung von Zweitnutzungen kreativer Arbeiten ein.

## Auszeichnungen
- 1977 Max-von-der-Grün-Preis 1. Preis
- 1977 Anerkennungspreis des Landes Niederösterreich für Literatur
- 1978 Förderungspreis des Wiener Kunstfonds
- 1979 Förderungspreis des Theodor-Körner-Stiftungsfonds
- 1984 Luitpold-Stern-Förderungspreis für Literatur des ÖGB
- 1987 Anerkennungspreis des Landes Niederösterreich für Literatur
- 1989 Förderungspreis des Theodor-Körner-Stiftungsfonds
- 1989 Lyrikpreis des Literaturwettbewerbs „Wien ist anders“ der Stadt Wien
- 2012 Berufstitel Professor
- 2013 Wolfgang Lorenz Gedenkpreis für internetfreie Minuten 2012/2013[7][8][9]
- 2014 Verdienstmedaille des Hauptverbandes des österreichischen Buchhandels
- 2016 Niederösterreichischer Kulturpreis – Würdigungspreis[10]
- 2020 H. C. Artmann-Preis[11]

## Werke (Auswahl)
Ein umfangreicheres Werkeverzeichnis findet sich auf der Homepage des Literaturhauses Wien.
Gedichtbände
- Zahnfleisch-Grenzgänger. Gedichte. Wien: Frischfleisch & Löwenmaul 1980 (Reihe Kopf-Noten).
- Single Swingers. Gedichte, Lieder, Skizzen. Wien: herbstpresse 1987.
- Indikationen. Gedichte. Wien: edition selene 2000.
- ah da oh. Gedichte, Skizzen, Szenen. Wien: edition selene 2003.
- dichter schreiben keine romane. ausgewählte gedichte. Köln: Edition Fundamental 2004.
- Kanzlergedichte. Wien: Edition Aramo 2006.
- Und wenn ich nun noch länger schwieg. Die Lieder Oswalds von Wolkenstein in Nachdichtungen, Band 1. Bozen, Wien: Folio Verlag 2007.
- Herz, dein Verlangen. Die Lieder Oswalds von Wolkenstein in Nachdichtungen, Band 2. Bozen, Wien: Folio Verlag 2008.
- So sie mir pfiff zum Katzenlohn. Die Lieder Oswalds von Wolkenstein in Nachdichtungen, Band 3. Bozen, Wien: Folio Verlag 2010.
- Neue Gedichte. Wien: Podium Portrait 2011.
- Paradiese. Schöne Gedichte. Horn: Berger 2013.
- Kanzlernachfolgegedichte. 2006–2017. Wien, Krems: Edition Aramo 2017.
- Schundlyrik. Gedichtspezialitäten. Dornbirn: unartproduktion 2018. (= BvZ Schundheft. 22.)
- Blech. Lyrik der Gegenwart. St. Wolfgang: edition art science 2020.
- lieber, liebste, liebes, liebstes. Andichtungen. St. Pölten: Literaturedition Niederösterreich 2021. ISBN 978-3-902717-57-3.

Kulturpublizistische Veröffentlichungen:
- Handbuch Literarisches Leben in Österreich. Hrsg. u. a. mit Hannes Vyoral, Karin Kinast, Ulrike Stecher. Wien: IG Autorinnen Autoren 1985, 1988, 1991, 1997, 2001.
- Handbuch für Autoren und Journalisten. Wien: Buchkultur 1992, 1996.
- Weißbuch zur Reform der Kulturpolitik in Österreich. Hrsg. v. Dieter Bogner und der Redaktionsgruppe Weißbuch. Wien: Falter Verlag 1999.
- Schwarz.Buch. Kulturpolitische Protokolle. Hrsg. v. Gerhard Ruiss, Mitarb. Ulrike Stecher. Wien: edition selene 1999.
- Das Chefbuch. Chefbeweise 1997–2001. Wien: edition selene 2001.
- ... mit beschränkter Haftung! – Theater m.b.H. und Theaterpolitik im Wien der 80er und 90er Jahre. Co-Autorin: Evelyn Deutsch-Schreiner. Wien, Bozen: Folio Verlag 2003.
- Lies keine Oden, lies die Fahrpläne? Enquete zum Stellenwert der Literatur in Österreich. Hrsg. v. Gerhard Ruiss, Werner Michler. Wien: Praesens Verlag 2020.
- Buchpension Schönauer. Ein Vorwort. In: Helmuth Schönauer: Buch in Pension. Tagebuch eines pensionierten Bibliothekars 2. 130 Rezensionen aus dem Jahr 2020. S. 5‒10. Sisyphus-Verlag, Klagenfurt 2021. ISBN 978-3-903125-54-4.
- mit Christoph Janacs, Ludwig Laher: O du mein Österreich: (K) eine Lobeshymne. Über die Frage, wer hinter den österreichischen Hymnen steht, Verlag Anton Pustet Salzburg/Salzburger Pressverein, Salzburg 2024, ISBN 978-3-7025-1141-8

Kabarett, Bühnenarbeiten
- Hörfunkballett. Das geräuschlose Vorkommen im Radio. Gesammelte Choreographien 1988–91. Wien: Sender senderfreies geräuschloses Radio 1992.
- Café Sarajevo – Ö et nous. Ernste Volkskomödie. Wien: edition selene 1999. UA 1999.
- Das Hundertste Jahr. UA Theater am Saumarkt (Theaterfestival Luaga & Losna), Feldkirch 2014.

Tonträger
- Gö. Chansons von Mani Matter im Wiener Dialekt (mit Reinhard Prenn). CD. Wien: Ö.D.A. Verlag 1994.
- Gö. Chansons von Mani Matter, Wiener Version (mit Reinhard Prenn). CD. Bern: Zytglogge Verlag 1996.
- Ruiss singt Öha. 18 Lieder und Texte von Mani Matter (mit Reinhard Prenn). CD. Wien: Verlag Buchkultur 1997.
- Du meine Schöne. Liebeslieder nach Oswald von Wolkenstein. CD. 2017.
- Gassenhauer. Zwölf Lieder nach Oswald von Wolkenstein. (= Wolkensteinprojekt Nr. 2). Textbuch. CD. Wien: redpmusic 2021.